# Tampa Bay Buccaneers 1997
La stagione 1997 dei Tampa Bay Buccaneers è stata la 22ª della franchigia nella National Football League. Tampa Bay terminò seconda nella NFC Central, centrando i playoff per la prima volta dalla stagione accorciata per sciopero del 1982.
La stagione 1997 fu degna di nota per diverse ragioni. La squadra ritirò il proprio vecchio schema di colori arancione e bianco e il logo soprannominato "Buccaneer Bruce", sostituendolo con una versione più aggressiva. Le nuove uniformi color peltro e rosso furono accompagnate da un nuovo logo con un teschio e spade incrociate e da un nuovo tipo di carattere. La stagione 1997 fu anche l'ultima giocata all'Houlihan's Stadium. Fu anche la prima annata di Ronde Barber con la squadra. Tony Dungy fu premiato come allenatore dell'anno.

## Calendario

Il nuovo logo utilizzato da questa stagione fino al 2013.

### Stagione regolare
| Turno | Data               | Avversario            | Risultato          | Stadio                       | Pubblico           |
| ----- | ------------------ | --------------------- | ------------------ | ---------------------------- | ------------------ |
| 1     | 31/8/1997          | San Francisco 49ers*  | V 13–6             | Houlihan Stadium             | 62,554             |
| 2     | 7/9/1997           | at Detroit Lions      | V 24–17            | Pontiac Silverdome           | 58,234             |
| 3     | 14/9/1997          | at Minnesota Vikings  | V 28–14            | Hubert H. Humphrey Metrodome | 63,697             |
| 4     | 21/9/1997          | Miami Dolphins        | V 31–21            | Houlihan Stadium             | 73,314             |
| 5     | 28/9/1997          | Arizona Cardinals*    | V 19–18            | Houlihan Stadium             | 53,804             |
| 6     | 5/10/1997          | at Green Bay Packers  | S 21–16            | Lambeau Field                | 60,100             |
| 7     | 12/10/1997         | Detroit Lions*        | S 27–9             | Houlihan Stadium             | 72,095             |
| 8     | Settimana di pausa | Settimana di pausa    | Settimana di pausa | Settimana di pausa           | Settimana di pausa |
| 9     | 26/10/1997         | Minnesota Vikings*    | S 10–6             | Houlihan Stadium             | 66,815             |
| 10    | 2/11/1997          | at Indianapolis Colts | V 31–28            | RCA Dome                     | 58,512             |
| 11    | 9/11/1997          | at Atlanta Falcons    | V 31–10            | Georgia Dome                 | 46,018             |
| 12    | 16/11/1997         | New England Patriots  | V 27–7             | Houlihan Stadium             | 70,479             |
| 13    | 23/11/1997         | at Chicago Bears      | S 13–7             | Soldier Field                | 43,955             |
| 14    | 30/11/1997         | at New York Giants    | V 20–8             | Giants Stadium               | 68,678             |
| 15    | 7/12/1997          | Green Bay Packers     | S 17–6             | Houlihan Stadium             | 73,523             |
| 16    | 14/12/1997         | at New York Jets      | S 31–0             | The Meadowlands              | 60,122             |
| 17    | 21/12/1997         | Chicago Bears         | V 31–15            | Houlihan Stadium             | 70,930             |

 * = gara oscurata nelle televisioni locali

### Playoff
| Turno      | Data       | Avversario           | Risultato | Stadio             | Pubblico |
| ---------- | ---------- | -------------------- | --------- | ------------------ | -------- |
| Wild card  | 28/12/1997 | Detroit Lions        | V 20–10   | Houlihan's Stadium | 73,361   |
| Divisional | 4/1/1998   | at Green Bay Packers | S 21–7    | Lambeau Field      | 60,327   |

## Roster
| Giocatore            | Ruolo | P  | PT | D. nascita | College                |
| -------------------- | ----- | -- | -- | ---------- | ---------------------- |
| Donnie Abraham       | DB    | 16 | 16 | 10/08/1973 | East Tennessee State   |
| Chidi Ahanotu        | DE    | 16 | 15 | 10/11/1970 | California             |
| Mike Alstott         | RB    | 15 | 15 | 12/21/1973 | Purdue                 |
| Reidel Anthony       | WR    | 16 | 13 | 10/20/1976 | Florida                |
| Ronde Barber         | DB    | 1  | 0  | 4/07/1975  | Virginia               |
| Tommy Barnhardt      | P     | 6  | 0  | 6/11/1963  | North Carolina         |
| Greg Bellisari       | LB    | 14 | 0  | 6/21/1975  | Ohio State             |
| Tony Bouie           | DB    | 16 | 1  | 8/07/1972  | Arizona                |
| Derrick Brooks       | LB    | 16 | 16 | 4/18/1973  | Florida State          |
| Horace Copeland      | WR    | 13 | 11 | 1/02/1971  | Miami                  |
| Brad Culpepper       | DT    | 16 | 16 | 5/08/1969  | Florida                |
| Eric Curry           | DE    | 6  | 1  | 2/03/1970  | Alabama                |
| John Davis           | TE    | 8  | 2  | 5/14/1973  | Emporia State          |
| Jorge Diaz           | OG    | 16 | 16 | 11/15/1973 | Texas A&M-Kingsville   |
| Trent Dilfer         | QB    | 16 | 16 | 3/13/1972  | Fresno State           |
| Kevin Dogins         | C     | 0  | 0  | 12/07/1972 | Texas A&M-Kingsville   |
| Warrick Dunn         | RB    | 16 | 10 | 1/05/1975  | Florida State          |
| Jerry Ellison        | RB    | 16 | 0  | 12/20/1971 | Tennessee-Chattanooga  |
| Kenneth Grant        | DB    | 9  | 0  | 4/18/1967  | Albany State           |
| Jeff Gooch           | LB    | 14 | 5  | 10/31/1974 | Austin Peay            |
| Paul Gruber          | OT    | 16 | 16 | 2/24/1965  | Wisconsin              |
| Patrick Hape         | TE    | 14 | 3  | 6/06/1974  | Alabama                |
| Jackie Harris        | TE    | 12 | 11 | 1/04/1968  | Northeastern Louisiana |
| Brice Hunter         | WR    | 3  | 0  | 4/21/1974  | Georgia                |
| Michael Husted       | K     | 16 | 0  | 6/16/1970  | Virginia               |
| Tyoka Jackson        | DE    | 12 | 0  | 11/22/1971 | Penn State             |
| Melvin Johnson       | DB    | 16 | 7  | 4/15/1972  | Kentucky               |
| Marcus Jones         | DE    | 7  | 1  | 8/15/1973  | North Carolina         |
| Andrew Jordan        | TE    | 2  | 0  | 6/21/1972  | Western Carolina       |
| Sean Landeta         | P     | 10 | 0  | 1/06/1962  | Towson                 |
| Tyrone Legette       | DB    | 16 | 1  | 2/15/1970  | Nebraska               |
| John Lynch           | DB    | 16 | 16 | 9/25/1971  | Stanford               |
| Jason Maniecki       | DT    | 10 | 0  | 8/15/1972  | Wisconsin              |
| Tony Mayberry        | C     | 16 | 16 | 12/08/1967 | Wake Forest            |
| Frank Middleton      | OG    | 15 | 2  | 10/25/1974 | Arizona                |
| Charles Mincy        | DB    | 16 | 9  | 12/16/1969 | Washington             |
| Dave Moore           | TE    | 16 | 7  | 11/11/1969 | Pitturgh               |
| Hardy Nickerson      | LB    | 16 | 16 | 9/01/1965  | California             |
| Jason Odom           | OT    | 16 | 16 | 3/31/1974  | Florida                |
| Anthony Parker       | DB    | 15 | 14 | 2/11/1966  | Arizona State          |
| Pete Pierson         | OT    | 15 | 0  | 2/04/1971  | Washington             |
| Rufus Porter         | LB    | 11 | 10 | 5/18/1965  | Southern               |
| Jim Pyne             | Og    | 15 | 14 | 11/23/1961 | Virginia Tech          |
| Shelton Quarles      | LB    | 16 | 0  | 9/11/1971  | Vanderbilt             |
| Errict Rhett         | RB    | 11 | 0  | 12/11/1970 | Florida                |
| Reggie Rusk          | DB    | 4  | 0  | 10/19/1972 | Kentucky               |
| Warren Sapp          | DT    | 15 | 15 | 12/19/1972 | Miami                  |
| Alshermond Singleton | LB    | 12 | 0  | 8/07/1975  | Temple                 |
| Robb Thomas          | WR    | 16 | 1  | 3/29/1966  | Oregon State           |
| Regan Upshaw         | DE    | 15 | 15 | 8/12/1975  | California             |
| Steve Walsh          | QB    | 12 | 0  | 12/01/1996 | Miami                  |
| Steve White          | DE    | 15 | 1  | 10/25/1973 | Tennessee              |
| Karl Williams        | WR    | 16 | 7  | 4/10/1971  | Texas A&M-Kingsville   |
| Jerry Wunsch         | OT    | 16 | 0  | 1/21/1974  | Wisconsin              |
| Floyd Young          | DB    | 12 | 1  | 11/23/1975 | Texas A&M-Kingsville   |

## Premi
- Warrick Dunn:

rookie offensivo dell'anno